# James Lang (cestista)
James Lang (Mobile, 17 ottobre 1983) è un ex cestista statunitense, professionista nella NBA, in Spagna e in Israele.

## Carriera
È stato selezionato dai New Orleans Hornets al secondo giro del Draft NBA 2003 (48ª scelta assoluta).

## Palmarès
- McDonald's All-American Game (2003)